# Мадонна із немовлям (Росселліно)
«Мадо́нна із немовля́м» (нім. Madonna mit dem Kinde) — мармуровий горельєф роботи італійського скульптора Антоніо Росселліно (1427—1479). Створений близько 1465/1470 року у Флоренції. Зберігається у Кунсткамері у Музеї історії мистецтв, Відень (інвен. номер КК 5455).
Зворушливе зображення близьких стосунків між матір'ю та дитиною, а також стримана серйозність обох фігур та їх повна гідності витонченість відповідають призначенню твору як приватного молитвеного образу. Росселліно ідеально скомпонував фігури у своєму рельєфі. Мадонна та немовля постають перед поглядом віруючого глядача вкрай безпосередньо; для цього фігури зсунуті до переднього краю зображення і відтворені із впевненою пластичністю — зображення частин тіла у високому рельєфі вміло чергується із плоскими ділянками поверхні. Гідна уваги також здатність Росселліно передати у камені чуттєву м'якість складок одягу, що вільно спадають та пухкого тіла немовляти.
Рельєф вплинув на багатьох флорентійських митців доби Раннього Відродження, можливо найбільше на творчість Андреа дель Верроккйо. Рельєф перебував у володінні родини Медічі і, ймовірно, потрапив до імперської колекції через шлюб Клаудії Медічі з ерцгерцогом Леопольдом V у 1626 році.